# Kanton Les Pennes-Mirabeau
Der Kanton Les Pennes-Mirabeau war von 1992 bis 2015 ein französischer Wahlkreis im Département Bouches-du-Rhône und in der Region Provence-Alpes-Côte d’Azur. Er umfasste drei Gemeinden im Arrondissement Aix-en-Provence; sein Hauptort (frz.: chef-lieu) war Les Pennes-Mirabeau. Die landesweiten Änderungen in der Zusammensetzung der Kantone brachten im März 2015 seine Auflösung.
Der Kanton war 88,05 km2 groß und hatte 39.998 Einwohner (Stand 2012).

## Gemeinden
| Gemeinde             | Einwohner (Stand: 2022) | Code postal | Code Insee |
| -------------------- | ----------------------- | ----------- | ---------- |
| Cabriès              | 10.143                  | 13480       | 13019      |
| Les Pennes-Mirabeau  | 22.423                  | 13170       | 13071      |
| Septèmes-les-Vallons | 12.018                  | 13240       | 13106      |